# Christine Thorburn
Christine Thorburn (ur. 17 września 1969 w Davenport) – amerykańska kolarka szosowa, brązowa medalistka mistrzostw świata.

## Kariera
Największy sukces w karierze Christine Thorburn osiągnęła w 2006 roku, kiedy zdobyła brązowy medal w indywidualnej jeździe na czas na mistrzostwach świata w Salzburgu. W zawodach tych wyprzedziły ją jedynie jej rodaczka Kristin Armstrong oraz Karin Thürig ze Szwajcarii. W tej samej konkurencji zdobyła także srebrny medal na mistrzostwach panamerykańskich w Mar del Plata w 2005 roku, a na igrzyskach olimpijskich w Atenach w 2004 roku była czwarta, przegrywając walkę o podium z Karin Thürig. Na igrzyskach w stolicy Grecji zajęła także piętnaste miejsce w wyścigu ze startu wspólnego. Na rozgrywanych cztery lata później igrzyskach w Pekinie zajęła odpowiednio piąte i 52. miejsce. Kilkakrotnie zdobywała medale mistrzostw USA, w tym złoty w indywidualnej jeździe na czas w 2004 roku.